# Intellettuale

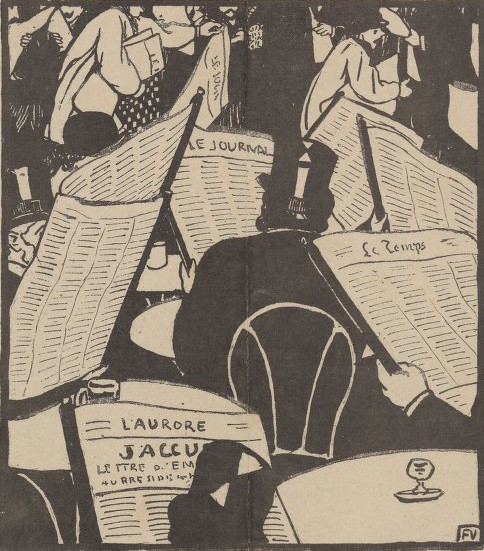
L'età dei giornali, illustrazione di Félix Vallotton del 1898 dove compare L'Aurore con il J'accuse di Émile Zola

Un intellettuale è una persona dedita al pensiero critico, alla ricerca e alla riflessione sulla natura della realtà, in particolare sulla natura della società e sulle possibili soluzioni ai problemi legati alle norme sociali. Proveniente dal mondo della cultura, sia come creatore che come mediatore, l'intellettuale partecipa alla sfera politica, sia per difendere proposte concrete sia per denunciare un'ingiustizia, spesso rapportandosi ad un'ideologia, sia per difenderla o per criticarla o rifiutarla, e aderendo o meno ad un sistema di valori o ad un ideale.
L'intellettuale non assume in generale una responsabilità diretta verso le questioni pratiche, ma dispone di una certa forma di autorità.
Questa figura è caratteristica dell'età contemporanea e va distinta da quella più antica del filosofo, il quale conduce la propria riflessione in termini più propriamente concettuali.

## Origine del termine
Il termine intellettuale deriva dal tardo latino intellectualis, aggettivo che vuole indicare ciò che in filosofia riguarda l'intelletto nella sua attività teoretica e si caratterizza perciò come separato dalla sensibilità e dall'esperienza, queste ultime giudicate di grado conoscitivo inferiore. Nella concezione aristotelica erano definite intellettuali quelle virtù come scienza, sapienza, intelligenza e arte che consentivano all'anima intellettiva di raggiungere la verità. Nel campo della metafisica il termine stava poi ad indicare l'astrattezza, in contrapposizione alla concretezza e alla materialità.
Fino al Settecento il termine era usato come aggettivo e non come sostantivo. "Furono gli illuministi francesi a propiziare questo nuovo uso del termine, a partire da Diderot, il quale, nella sua celebre Lettre sur la liberté de la presse, segna probabilmente il transito dal clericus tardo medievale all'intellettuale in senso moderno". Eppure ancora nel 1753 il suo co-editore D'Alambert, nell'affrontare il tema, preferisce intitolare il saggio Essai sur les gens de lettres, con l'utilizzo del più antico termine letterati.

## Concezione e funzione storica dell'intellettuale

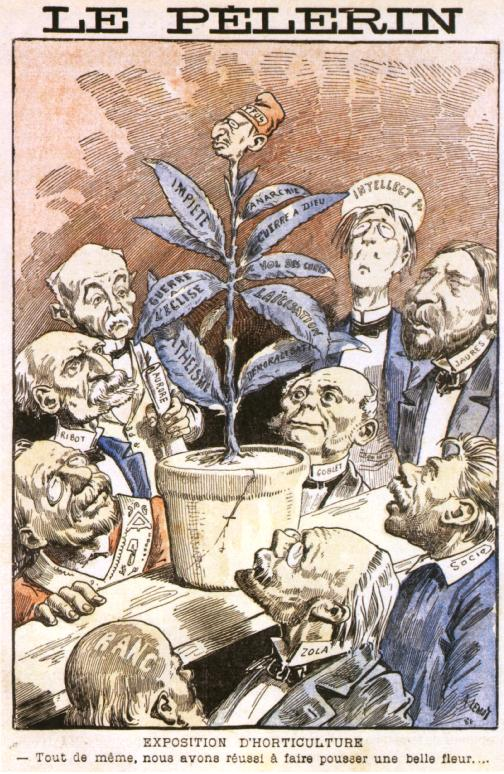
Illustrazione satirica ne Le Pélerin, una rivista della destra cattolica, contro gli intellettuali che hanno fatto "fiorire" la testa del rivoluzionario Dreyfus.

Sembra che il termine intellighenzia nel Settecento fosse già usato nell'Impero russo; originato dalla traduzione della parola francese intelligence, era riferito agli intellettuali di origine nobile che occupavano incarichi pubblici. Nel corso dell'Ottocento fu riferito indifferentemente a tutta la classe colta della popolazione, distinguendo tuttavia gli intellettuali non nobili o declassati con il termine di Raznočincy (Разночинцы), letteralmente gente comune.
Il termine Intelligencija appare nei diari datati 1836 del russo Vasilij Andreevič Žukovskij, ma fu reso popolare dal filosofo polacco Karol Libelt dopo la pubblicazione nel 1844 del suo libro O miłości ojczyzny (L'amor di patria) e soprattutto dallo scrittore e giornalista russo Pëtr Dmitrievič Boborykin (1836–1922), che l'utilizzò nella sua rivista « Biblioteca per la lettura » (Библиотека для чтения, Biblioteka dlja čtenija), affermando di averlo tratto dal tedesco, e rese protagoniste dei suoi romanzi molte figure di intellettuali. Il lemma ebbe ampia diffusione con le opere del romanziere Ivan Turgenev.
Il termine - già in uso in Francia nel penultimo decennio dell'Ottocento, nella critica letteraria - ebbe poi diffusione nel 1898 grazie al Manifeste des intellectuels, pubblicato dal quotidiano parigino L'Aurore da un giornalista divenuto poi primo ministro: Georges Clemenceau, il quale, intervenendo al fianco di Émile Zola nel suo atto d'accusa alla politica francese, introdusse il termine intellectuels per designare i sostenitori dell'innocenza di Alfred Dreyfus. Da quel momento il sintagma - utilizzato anche dalla controparte per indicare i "pedanti presuntuosi, che si ritengono l'aristocrazia dello spirito e che hanno perduto tutti, chi più chi meno, la mentalità nazionale" - connotò un acceso dibattito politico sulla funzione dei letterati nella società.
Successivamente l'uso della parola si è esteso in gran parte del mondo e in diverse lingue per indicare il gruppo che ha la superiorità intellettuale o, a volte ironicamente, che ritiene di averla.

### La funzione sociale
Il problema storico della funzione sociale degli intellettuali era in effetti già presente in passato ogni qual volta si facevano appelli alla mobilitazione e all'impegno politico degli intellettuali di cui si chiedeva la guida o la collaborazione ai processi di riforma e di rinnovamento politico oppure quando, con il progresso scientifico, si era posto il problema sulla funzione civile della ricerca scientifica; questo ruolo è evoluto in quello dei moderni creatori dell'opinione pubblica (opinion makers) .
Il termine intellettuale in questo periodo comincia ad acquistare anche connotazioni negative riferito a colui che rifiuta i valori della fantasia e dei sentimenti o a chi si compiace di considerazioni artificiose e cerebrali che acquistano tanto più importanza quanto più lontane dalla realtà: è questo quello che viene definito intellettualismo.

### Dall'Illuminismo all'engagement esistenzialista
I primi intellettuali, uomini di cultura al passo con i loro tempi che sentirono la necessità di impegnarsi in una causa civile furono gli illuministi del XVIII secolo, periodo in cui cominciò a formarsi l'opinione pubblica che modificò il ruolo sociale degli uomini di cultura mettendoli in contatto con i fruitori del loro pensiero. In quel periodo gli intellettuali acquisirono i caratteri tipici dei portavoce del dissenso, rivolto verso qualunque tipo di autorità, e dei progressismi, che li accompagneranno fino ai nostri giorni.
Così Kant insisteva sulla funzione pubblica dell'intellettuale ma sentiva la necessità di distinguere tra l'uso privato" e l'"uso pubblico" della ragione, intendendo, in questa seconda accezione, il rapporto che doveva instaurarsi tra l'intellettuale e "il pubblico dei suoi lettori" nei confronti dei quali il filosofo poteva ritenersi assolutamente libero nell'esporre le proprie convinzioni e il proprio pensiero anche critico nei confronti delle istituzioni.
Nel positivismo il ruolo degli intellettuali consiste soprattutto in una rigorosa difesa dell'indipendenza della scienza da ogni intromissione che la renda "serva o cortigiana" come già diceva Bacone.
Nella seconda parte dell'Ottocento, gli intellettuali venivano identificati con quei "letterati" promotori del dissenso, del cambiamento.
Di fronte però alla affermazione delle dittature del secolo XX si innescò un lungo e acceso dibattito sul "tradimento degli intellettuali" (Julien Benda, Johan Huizinga) che avrebbero rinnegato la loro connaturata cultura razionalista subendo il fascino di miti irrazionali di potenza.
Tema questo trattato anche da Benedetto Croce che identificava nel 1866, l'annus mirabilis della vittoria prussiana, la spaccatura tra la prima metà dell '800, caratterizzata dal sano razionalismo idealistico, e la seconda metà del secolo, in cui, di fronte al cinico pragmatismo e al successo della politica bismarchiana, ci fu uno smarrimento dei valori intellettuali liberali e il prevalere di forze istintive ed irrazionali che avrebbero portato alla nascita dei regimi fascisti.
Antonio Gramsci distingue, fra gli intellettuali, gli "intellettuali organici" e specifica la loro funzione essenziale nella costruzione dell'egemonia culturale. In un contesto rivoluzionario, nella prassi politica, questi si sarebbero dovuti schierare nella lotta di classe al servizio del riscatto del proletariato.
Il tema dell'"engagement", dell'impegno degli intellettuali, fu ripreso nel secondo dopoguerra dalla corrente esistenzialistica (Jean Paul Sartre) pur con una difesa dell'autonomia da ogni condizionamento dai partiti organizzati in nome della irrinunciabile libertà di critica (Max Weber, Karl Mannheim, Edmund Burke).
Molto critico con gli intellettuali di sinistra Raymond Aron con il suo L'oppio degli intellettuali del 1955. Altrettanto caustico il giudizio, tutto sommato positivo, di Ralf Dahrendorf: “come il giullare di corte della società moderna, tutti gli intellettuali hanno il dovere di dubitare di ciò che appare ovvio agli altri, di rendere relativa ogni autorità, di avanzare tutte quelle domande che nessun altro oserebbe rivolgere".

## Gli intellettuali italiani e la società di massa

Pier Paolo Pasolini

Da un punto di vista sociologico si è assistito alla identificazione progressiva degli intellettuali come un gruppo sociale autonomo e strutturato, con proprie regole e modalità di selezione e conservazione.
La diffusione progressiva dell'istruzione e della cultura nei secoli XIX e XX ha aumentato il numero delle professioni intellettuali, ma non ha sostanzialmente mutato il rapporto tra gli intellettuali e le masse. Certamente è aumentata però l'influenza degli intellettuali nella società di massa moderna, soprattutto grazie dalla imponente crescita dei mezzi di comunicazione.
In Italia nell'ultimo scorcio del XX secolo è stato il letterato e poeta Pier Paolo Pasolini a mettere in evidenza come le classi subordinate, quelle che una volta costituivano il proletariato, si fossero giovate dello sviluppo economico del paese uscendo dalla povertà e dall'ignoranza ma fossero rimaste sostanzialmente fuori da una reale partecipazione alla vita pubblica, essendo ancora prive degli strumenti culturali per la comprensione della realtà sociale in cui vivevano. Egli d'altra parte metteva anche in rilievo come i rappresentanti della cultura alta e raffinata alla fine s'impegnassero in una critica sterile ed astratta chiudendosi in una sorta di casta e assumendo un ruolo conservatore, poiché vedevano nella società attuale solo connotazioni negative e lasciandosi andare al continuo rimpianto di una mitica "età dell'oro" ormai trascorsa.

### La condanna politica della cultura degli anni trenta
Nell'immediato dopoguerra il Partito comunista italiano era un grande partito di massa ed era quindi inevitabile che gli intellettuali impegnati nella Sinistra si ponessero il problema del loro ruolo nei confronti della società.
A questo si rivolse l'impegno diretto di Palmiro Togliatti , volto alla «caduta del diaframma tra l’agire culturale e l’agire politico» mediante «un processo che porta alla trasformazione del pensatore in dirigente, in rivoluzionario di professione, modificandone la funzione in un senso totalizzante che richiede l’umile impegno nelle sezioni, l’assorbimento di ogni spazio individuale e la sottomissione alla rigida disciplina di partito»
Sul «modello plasmato da Togliatti, soprattutto nella promozione del pensiero di Antonio Gramsci, (...) convergono intellettuali provenienti da mondi diversi, da quello cattolico, come Franco Rodano, Luca Pavolini, Luciano Barca, Felice Balbo, Antonio Tatò, a quello di un’area laica proveniente in larga parte dalla diaspora azionista, come nel caso del critico letterario Carlo Muscetta o degli storici Paolo Alatri, Giorgio Candeloro e Roberto Battaglia»; in questa seconda «area si collocano progetti editoriali come Il Ponte di Piero Calamandrei, Lo Stato moderno di Mario Paggi, Il Mondo di Alessandro Bonsanti, Arturo Loria e Eugenio Montale».
Tutta la produzione letteraria degli anni '30 appariva - agli occhi di questi intellettuali "impegnati", come allora si diceva - una sorta di arcadia quanto mai lontana dalla realtà. Quella letteratura passata aveva soprattutto l'onta di essere stata partecipe, sostenitrice e complice interessata del regime fascista nella repressione della libertà. Anche se da parte di alcuni si faceva notare che si doveva giudicare positivamente anche l'assenza e il non coinvolgimento con il fascismo, da parte di quei molti letterati che si erano messi in disparte, il giudizio complessivo della sinistra intellettuale fu di condanna nei confronti della cultura passata: ciò proprio secondo i canoni di impegno, affermatisi alla luce delle tristi e terribili vicende della guerra ormai da poco trascorsa. Si chiedeva a tutti di coraggiosamente opporsi alla tentazione del ripiegamento, a fronte di un popolo che aveva partecipato alla Resistenza guadagnandosi la libertà e la speranza di un rinnovamento politico e sociale ma che invece continuava a soffrire miseria e ingiustizia.

### Il "Politecnico" e il P.C.I.

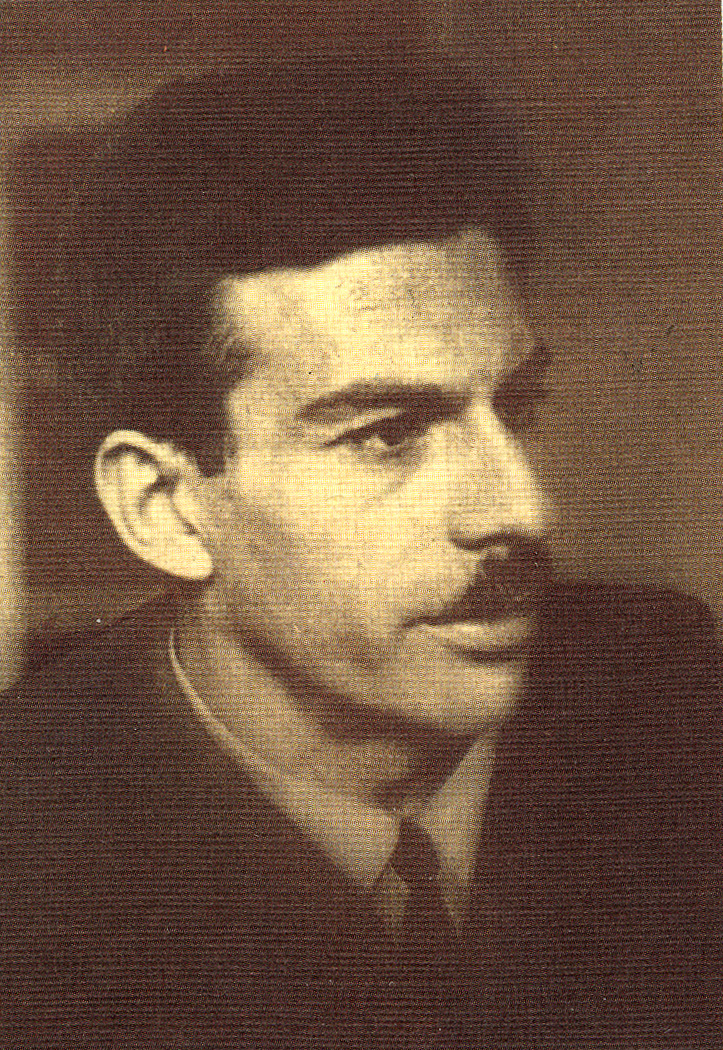
Elio Vittorini

Questi temi letterari ed insieme politici trovavano ampio spazio in una nuova rivista, "Il Politecnico", che riprendeva nel titolo quella pubblicata da Carlo Cattaneo negli anni risorgimentali, che fu edita a Milano dal 1945 al 1947 sotto la direzione di Elio Vittorini.
Il tema principale della rivista si accentrava nel ritenere la passata cultura italiana consolatoria, nel senso che di fronte all'ingiustizia e alla sofferenza degli uomini del proprio tempo aveva avuto l'unica funzione di consolarli, nulla facendo per difenderli e proteggerli. Gli intellettuali ora devono assumersi il compito di esprimere una cultura liberatrice che eliminasse le sofferenze, lo sfruttamento e la schiavitù. Questo avrebbe potuto farlo solo se fosse stata in grado di organizzarsi politicamente prendendo il potere politico e diventando una forza attiva nella società.
È vero che la cultura sin qui espressa, come sosteneva il marxismo, nasceva da una classe borghese decadente, ma, sosteneva Vittorini, quella cultura borghese era apprezzabile poiché era essa stessa a criticarsi e a mettersi in discussione giudicandosi severamente. Era quindi una cultura rivoluzionaria che aspirava e si batteva per distruggere il vecchio mondo e per edificare una nuova classe dirigente: questa ad esempio, era stata la missione storica che la borghesia intellettuale francese del '700 aveva realizzato con la Rivoluzione.
Nascono a questo punto i problemi dei rapporti con il P.C.I. che avrebbe dovuto essere portatore e diffusore di questa nuova cultura di liberazione e che invece interpretava la funzione dell'intellettuale, secondo la linea stalinista, subordinata a un rigido controllo della guida politica del partito.
Secondo il partito, gli intellettuali dovevano riprendere nella loro produzione letteraria il linguaggio ottocentesco romantico e popolare che era stato proprio della propaganda marxista e della rivoluzione sovietica. Il partito pretendeva questo proprio nel momento in cui le avanguardie letterarie stavano elaborando una nuova arte che agli occhi dei dirigenti politici comunisti era invece espressione di una cultura nemica di classe.
Vittorini affermava invece, la sostanziale autonomia dell'arte che riferendosi all'universalità del "bello" incide sulla storia, dalla politica che guarda ai fatti particolari e alla cronaca operando trasformazioni materiali, quantitative, della società che invece gli intellettuali, come artisti, possono modificare profondamente, qualitativamente.

### La critica di Alicata
Vittorini e i compagni della "corrente Politecnico", sosteneva Mario Alicata (uno dei più importanti dirigenti del P.C.I.), hanno fallito due principali obiettivi:
1. ricreare un contatto tra la nostra cultura e le esigenze concrete delle masse popolari italiane;
2. farsi portatori di una mediazione culturale tale da stabilire un rapporto tra le classi medie, sempre lontane dagli ideali democratici, e il popolo. Quelli del "Politecnico" hanno fallito perché si sono posti sul piedistallo illuministico di una informazione razionale, liberatoria dall'ignoranza, diretta al popolo vittima della superstizione e dei regimi tirannici, scambiando l'informazione letteraria, scientifica, storica...ecc. con la formazione, con l'educazione del popolo risvegliandone l'entusiasmo e la fantasia.

### L'intervento di Togliatti

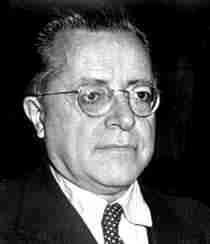
Palmiro Togliatti

Nel "Politecnico" del 1946 intervenne direttamente nella polemica il segretario del partito comunista Palmiro Togliatti. Egli negava che il partito volesse soffocare la naturale libertà degli intellettuali ma rimproverava a questi la pretesa di fare la storia con la loro cultura. Al contrario, essi sono legati al contingente e alla cronaca mentre la politica, anche quando non ispira la rivoluzione, sia pure a piccoli e graduali passi, opera le grandi trasformazioni storiche. Certo rinnovare la cultura italiana non spetta alla politica, ma il "Politecnico" è lontano dal popolo, esso esalta le avanguardie e l'arte decadente, alla continua ricerca del nuovo. Infine è loro la responsabilità di avere fomentato nell'ambito della sinistra il ribellismo individualista degli intellettuali che minano la saldezza del partito.

### La risposta di Vittorini
Nella "Lettera a Togliatti" pubblicata sul "Politecnico" nel 1947, Vittorini negava che la cultura potesse dirigere la politica ma anche questa non pretendesse di imporsi alla cultura. Il compito dell'intellettuale non è quello di suonare il piffero per la rivoluzione dando una veste poetica alla politica, ma quello di raccogliere tutti gli stimoli culturali che la società offre, per rinnovarla dal profondo. Assegnare all'intellettuale un ruolo strumentale per la politica, come dimostra l'esperienza dell'arte realistica, popolare sovietica, significa isterilirlo, smorzarne ogni impeto culturale e rivoluzionario.
Questa presa di posizione di Vittorini portò alla rottura con il partito che divenne manifesta con la cessazione della pubblicazione del "Politecnico" nel 1947.